# Opekarska cesta, Ljubljana
Opekarska cesta je ena izmed cest v Ljubljani.

## Zgodovina
Leta 1876 je občinski svet poimenoval dotedaj neimenovano cesto kot Opekarska cesta (oz. Ziegelstrasse) po nekdanjih opekarnah, ki so se nahajale na tem področju.

## Urbanizem
Opekarska cesta poteka od križišča s Stransko potjo in Potjo na Rakovo Jelšo do krožišča s Trnovskim pristanom in Janežičevo cesto.
Na cesto se (od severa proti jugu) povezujejo: Velika in Mala čolnarska ulica, Jeranova, Veliki štradon, Hladnikova in Cesta na Loko.

## Javni potniški promet
Po Opekarski cesti potekajo trase mestnih avtobusnih linij št. 9, 16, 19B in 19I. 

### Postajališči MPP
| postajališče                | št. linije   |
| --------------------------- | ------------ |
| 603082 Veliki štradon       | 16, 19B, 19I |
| 602121 Trnovo (obračališče) | 16, 19B, 19I |

| postajališče          | št. linije   |
| --------------------- | ------------ |
| 603081 Veliki štradon | 16, 19B, 19I |